# مسلم تلویزیون احمدیه اینترنشنال
مسلم تلویزیون احمدیه اینترنشنال یا ام تی ای اینترنشنال (یا MTA)، که قبلاً به عنوان ارائه مسلمانان احمدیه شناخته می‌شد، یک شبکه تلویزیونی ماهواره ای غیرانتفاعی با سخن پراکنی در سطح جهانی است و بخشی ازالشرکه الاسلامیه است که در ۱۹۹۲ تأسیس شد و اولین کانال تلویزیونی اسلامی جهان را برای سخن پراکنی در سطح جهانی راه اندازی کرد. این شبکه شامل نه کانال بین‌المللی است که به‌طور کامل از راه کمک‌های اعضای جامعه مسلمانان احمدیه اداره و تأمین می‌شود.